# 林贵埔
林贵埔（1997年4月21日—），浙江温州苍南龙港人，中国男子羽毛球运动员，於2021年全運會後宣布退役。

## 簡歷
林贵埔7岁开始师从赵兴华学羽毛球，2008年进入浙江省队，至2013年进入中国国家羽毛球队青年队。
2014年4月，林贵埔出戰马来西亚舉行的世界青年羽毛球錦標賽，並打進男子單打決賽；最終，他以2比1（20-22、21-8、21-18）逆转击败队友、亚青赛冠军石宇奇夺冠。
林贵埔後來因為右腳受傷而回到省隊治療和復健，直到2018年才在世界大学生羽毛球锦标赛復出，獲得混合團體亞軍及男子單打季軍。
2021年9月，林贵埔在中华人民共和国第十四届运动会止步男子單打16強後宣布退役。

## 主要比賽成績
只列出曾進入準決賽的國際賽事成績：
| 年份   | 賽事                         | 公開賽級別 | 項目     | 成績   |
| ------ | ---------------------------- | ---------- | -------- | ------ |
| 2013年 | 亞洲青年羽毛球錦標賽         | 其他       | 混合團體 | 冠軍   |
| 2013年 | 亞洲青年運動會羽毛球比賽     | 其他       | 男子單打 | 金牌   |
| 2013年 | 世界青年羽毛球錦標賽         | 其他       | 混合團體 | 季軍   |
| 2014年 | 亞洲青年羽毛球錦標賽         | 其他       | 混合團體 | 冠軍   |
| 2014年 | 世界青年羽毛球錦標賽         | 其他       | 混合團體 | 冠軍   |
| 2014年 | 世界青年羽毛球錦標賽         | 其他       | 男子單打 | 冠軍   |
| 2014年 | 青年奧林匹克運動會羽毛球比賽 | 其他       | 男子單打 | 銀牌   |
| 2015年 | 亞洲青年羽毛球錦標賽         | 其他       | 混合團體 | 冠軍   |
| 2015年 | 亞洲青年羽毛球錦標賽         | 其他       | 男子單打 | 冠軍   |
| 2015年 | 世界青年羽毛球錦標賽         | 其他       | 混合團體 | 冠軍   |
| 2016年 | 中國羽毛球國際挑戰賽         | 國際挑戰賽 | 男子單打 | 冠軍   |
| 2016年 | 中國羽毛球大師賽             | 黃金大獎賽 | 男子單打 | 準決賽 |
| 2018年 | 世界大学生羽毛球锦标赛       | 其他       | 混合團體 | 亞軍   |
| 2018年 | 世界大学生羽毛球锦标赛       | 其他       | 男子單打 | 季軍   |

| 2007-2017年 | 首要超級賽 | 超級賽 | 黃金大獎賽 | 大獎賽 | 國際挑戰賽 | 國際系列賽 | 未來系列賽 | 其他 |

| 2018-2026年 | 總決賽 | 超級1000賽 | 超級750賽 | 超級500賽 | 超級300賽 | 超級100賽 | 國際挑戰賽 | 國際系列賽 | 未來系列賽 | 其他 |